# Джомбич, Александр
Александр Джомбич (серб. Александар Џомбић; род. 15 апреля 1968, Баня-Лука, СР Босния и Герцеговина, СФРЮ) — премьер-министр Республики Сербской Боснии и Герцеговины с 16 ноября 2010 по 13 марта 2013 года. И в 2006—2010 годах был министром финансов РС.

## Биография
Учился в школе в Баня-Луке, там же поступил на экономический факультет университета. Позже работал в банках и городской управе Баня-Луки. Женат, имеет ребёнка, по национальности — серб.